# Amellus
Amellus je rod glavočika smješten u podtribus Homochrominae, dio tribusa Astereae. Postoje dvanaest vrsta iz Namibije, Bocvane i Južne Afrike

## Vrste
1. Amellus alternifolius Roth
2. Amellus asteroides Druce
3. Amellus capensis (Walp.) Hutch.
4. Amellus coilopodius DC.
5. Amellus epaleaceus O.Hoffm.
6. Amellus flosculosus DC.
7. Amellus microglossus DC.
8. Amellus nanus DC.
9. Amellus reductus Rommel
10. Amellus strigosus (Thunb.) Less.
11. Amellus tenuifolius Burm.f.
12. Amellus tridactylus DC.